# Географія Воллісу і Футуни

Розташування островів

Волліс і Футуна — заморське територіальне співтовариство Франції, що розташоване в південно-західній частині Тихого океану. Острови є частиною Полінезії і відрізняються один від одного рельєфом, перебуваючи в зоні тропічного клімату.

## Площа і розташування островів

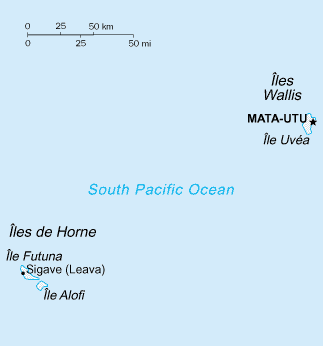
Карта островів

Острови розташовані у Полінезії на відстані близько 2/3 шляху між Гаваями і Новою Зеландією. На півночі межують з територіальними водами Тувалу, на сході з територіальними водами Самоа, на південному сході — з Тонга, на заході та півдні — з Фіджі.
Площа островів — 274 км². Берегова лінія — 129 км. Виняткова економічна зона території — близько 266 000 км².

## Склад
Територія Волліс і Футуна складається з двох груп островів, віддалених один від одного на 210 км. Архіпелаг Волліс, площею 159 км², включає найбільший острів Увеа, також відомий як Волліс, і супутні острівці, такі як Нукулоа, Нукутеатеа, Нукутапу та інші невеликі рифові острівці. Острови Горн включають Футуну, Алофі та скелі Самарума. Найбільший острів Волліс має добре розвинену берегову лінію та оточений бар'єром із коралових рифів, що ускладнює доступ до острова морським транспортом. Футуна та сусідній Алофі мають не таку різноманітну берегову лінію та частково оточені кораловими рифами на заході та півдні. Узбережжя двох груп островів різне. Увеа має низьке коралове узбережжя, де води між кораловими рифами та островом дуже мілкі. Футуна характеризується високою береговою лінією, де є ділянки скель . На сусідньому Алофі узбережжя низьке та всіяне переважно піщаними пляжами.

## Геологічна будова і рельєф

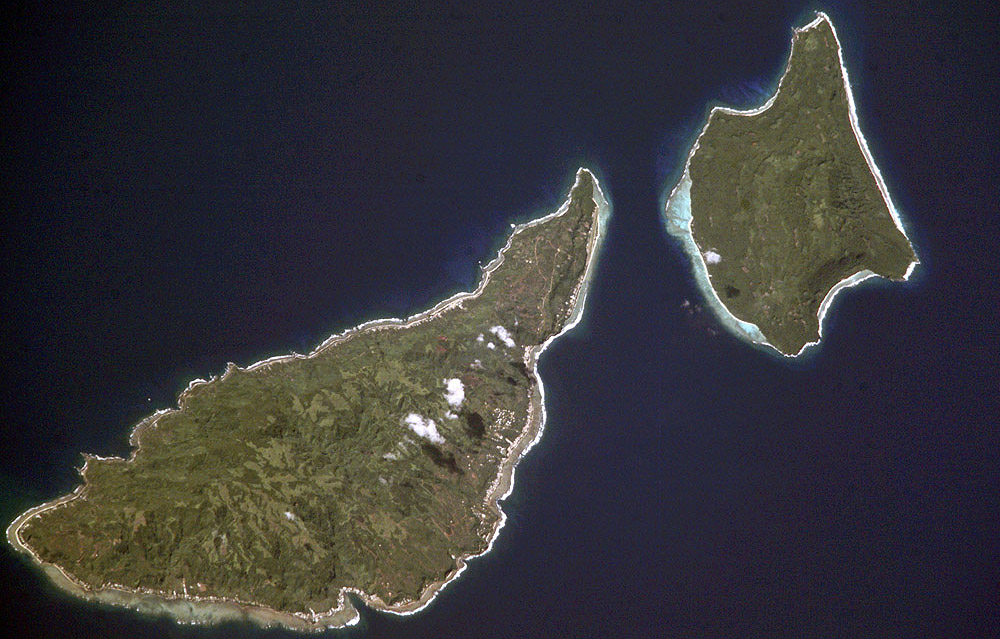
Вид на Футуну і Алофі з космосу

Основні острови мають вулканічне походження і підняті на невелику висоту. Менші острови, що оточують Уолліс, є кораловими островами, які утворилися під час четвертинного періоду. Архіпелаги Волліс і Футуна відрізняються один від одного рельєфом. Увеа дуже низинний, із середньою висотою 20-30 метрів над рівнем моря. Найвища точка 45 м над рівнем моря. Ландшафт острова в основному рівнинний з невеликими пологими пагорбами. Футуна — гірський острів із середньою висотою 200—400 метрів над рівнем моря, найвищою точкою якого є гора Сінгаві (або Пуке) на висоті 765 метрів над рівнем моря. Весь острів усіяний невисокими горами. Алофі менш гористий, де гора Колафау сягає 412 м над рівнем моря

## Гідрологія
Річкова мережа бідна, обмежена малими річками переважно у вигляді струмків. На Увеа є кілька невеликих озер вулканічного походження, найбільшим з яких є Лак Лалолао. Менші острови позбавлені поверхневих вод.